# Letterkenny
Letterkenny (em irlandês: Leitir Ceanainn) é uma cidade irlandesa capital do Condado de Donegal na província de Ulster.